# Трансцендентален идеализъм
Трансценденталният идеализъм е схващане, според което дадена субектност (в случая разумната) притежава вродени идеи, като под „вродена идея“ се разбира заложена изначално, конституираща способност. Транценденталният идеализъм на Кант е теория, която се изгражда въз основа на схващането, че има извънопитни, значи – вродени по природа, способности, които гарантират всяко възможно за човека познание. Без тях познание не е възможно. Това са сетивността, разсъдъкът и разумът като компоненти на човешката разумност (способност за познание)изобщо. „Траснцендентален“ е този, който „стои преди“ всяко конкретно познание, това условие, което гарантира, че може да се знае нещо изобщо, което дава възможността да може да се познава. „Идеализъм“ отпраща към идеята, че тази способност е „в човека“, в неговата конструкция, а не се съдържа някъде в света извън него.